# República Soviética Popular da Corásmia
A República Soviética Popular da Corásmia foi um estado criado como sucessor do Canato de Quiva em fevereiro de 1920, quando o Khan abdicou em resposta à pressão. Foi declarado oficialmente pela Primeira Curultai da Corásmia (Assembleia) em 26 de abril de 1920. Em 20 de outubro de 1923, foi transformada na República Socialista Soviética da Corásmia (Russo: Хорезмская ССР, tr. Khorezmskaya RSS). 